# Pirakovec
Pirakovec – wieś w Chorwacji, w żupanii zagrzebskiej, w mieście Vrbovec. W 2011 roku liczyła 170 mieszkańców.